# Skorradalur
Skorradalur (is. Skorradalshreppur) è un comune islandese della regione di Vesturland.